# Marcus Olsson (regissör)
Lars Göran Marcus Ahlbeck Olsson, tidigare Olsson, född 10 mars 1972 i Bjärred, är en svensk filmregissör och teaterregissör[källa behövs].
Olsson studerade filmregi vid Dramatiska Institutet och var medlem i Varanteatern. Med undantag för en roll i Jan Linells tevefilm Som krossat glas i en hårt knuten hand (1995) är det också hans hittills enda insats som filmskådespelare. 1999 regisserade han några avsnitt för teveserien Sjätte dagen, kortfilmen (30 min) Faust i Piteå som visats i svensk television vid två tillfällen samt Stora & små mirakel. Den sistnämnda var en 26 minuter lång examensfilm från Dramatiska Institutet, som blev Oscarsnominerad i kategorin bästa kortfilm.
Sedan dess har Marcus Olsson regisserat en mängd olika filmer och arbetat för teve; till hans alster hör I väntan på bruden (2000, 28 min), Regnspöken (för SVT, 2001), Gustav III:s äktenskap (långfilmslång tevefilm 2001 med Jonas Karlsson och Iben Hjejle), sex avsnitt av Orka! Orka! (2004) Mäklarna (2006), den svensk-tyska tv-filmen Ett enklare liv (2008) (med Ulrich Noethen och Lisa Nilsson), den första omgången av Morden i Sandhamn (2010) samt Fjällbackamorden (2012).  
Olsson har även tilldelats flera priser, bland annat Prix Europa, Ikarospriset och Prix Italia 2002 för Gustav III:s äktenskap.
2014 producerade Marcus Olsson den flerfaldigt belönade drama-komedin Lost in Stångby med Loa Falkman i huvudrollen.
Olsson driver sedan 2014 tillsammans med Thérèse Ahlbeck Tiny Lumberjack AB, vilket är ett filmproduktionsbolag, café, och evenemangsställe i ett, i Lund.